# Ancorella
Ancorella is een geslacht van sponsdieren uit de klasse van de Demospongiae (gewone sponzen). 

## Soort
- Ancorella paulini Lendenfeld, 1907